# 成瀬川
成瀬川（なるせがわ）は、秋田県雄勝郡東成瀬村および横手市を流れる河川である。古くは田子内川と呼ばれていた。
東成瀬村南端の栗駒山付近に源を発し北へ流れる。なるせ温泉付近で西に転じ、横手市増田町戸波付近で皆瀬川に合流する。

## 橋梁
下流より記載
- 成瀬川橋
- 成瀬大橋
- 真人橋
- 菅生橋
- 新菅生橋
- 田子内大橋

・田子内橋
・十二橋
- のぞき橋
- 猿橋
- 肴沢橋

・真戸橋
・手倉橋
・岩ノ目橋
・ウムシノ橋
- 椿台橋
- 耳脇橋
- 谷地橋

・大柳橋？
- 草の台橋
- 土寄橋

・白銀スノーシェッド(川と平行)
・夢仙人大橋

## 並行する交通

### 道路
- 国道342号

## 成瀬ダム建設問題
成瀬ダムは、東成瀬村の成瀬川上流で計画されている多目的ダムで、1973年に県が予備調査を開始し、91年度から国の直轄事業に移行したが、環境破壊や、過疎化による水利利用者の減少などを理由に反対運動が起こった。一時建設見直しとなったが、2012年11月、国は継続を発表した。